# Литвиновський
Литви́новський (рос. Литвиновский) — селище у складі Ленінськ-Кузнецького округу Кемеровської області, Росія.

## Населення
Населення — 33 особи (2010; 69 у 2002).
Національний склад (станом на 2002 рік):
- росіяни — 84 %